# Pontal (náutica)

Dimensões do casco de um navio, sendo o pontal indicado por D.

Em náutica, pontal é a maior altura do casco, considerando-se desde a parte inferior da quilha até ao convés.

## História
A base do trabalho dos construtores consiste principalmente em combinar bem as vantagens e desvantagens que se encontram ao mesmo tempo, tanto quando se trata de aumentar ou diminuir o comprimento (comprimento) dos barcos, quanto o aumento ou diminuição de sua viga (largura), e o mesmo em relação à sua hélice. Quando o suporte da proa é expresso, ele será retirado da borda superior da prancha de revestimento inferior e próximo à quilha, até a borda do banho principal.
Algumas descrições de navios antigos, ao indicar as principais dimensões de um navio, falam de comprimento, largura e altura. O conceito de adereço não era comum, se é que existia na mente de usuários e construtores.
De acordo com um documento de 1450 citado por Arcadi García y Sanz, o termo puntal (no sentido de uma medida particular) foi encontrado pela primeira vez na língua catalã.
Um contrato datado de 1465 para a construção de uma caravela em Barcelona, especifica um suporte de "VII palmos menos Y cuarto...".
- É importante lembrar que: 1 gúa = 64,79 cm = 3 palmos de gúa de 21,59 cm

Há uma definição (bastante imprecisa) de 1611, de Tomé Cano.
"Pontal é a altura que faz a nau desde os conveses até o plano".

### Capacidade de carga
Um dos parâmetros mais importantes em um navio mercante é a capacidade de carga. Esta capacidade foi medida ou avaliada em ânforas, salmes, botes, toneladas de várias medidas, etc. O pontal de uma embarcação (medido de uma maneira determinada, em cada caso) é utilizado em todas as fórmulas de cálculo da arqueação ou capacidade de carga teórica da embarcação.